# Lattice C

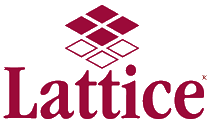
Logo

Il Lattice C è stato pubblicato nel giugno 1982 dalla Lifeboat Associates e fu il primo compilatore C per il PC IBM. Lattice C è stato anche il primo compilatore di linguaggio C per Commodore Amiga, distribuito da Lattice Incorporated, ma era in effetti disponibile per una varietà di sistemi operativi e piattaforme, tra i quali MS-DOS, Sinclair QL, Atari ST, OS/2, UNIX, VMS e altri.
La diffusione di Lattice C nel mondo Amiga, che lo rese una sorta di standard de facto per la programmazione, era dovuta al fatto che fu il primo ambiente di sviluppo completo, tanto da essere usato anche nella documentazione ufficiale di Commodore. L'unico prodotto che insidiò per un certo tempo questa sorta di monopolio fu Aztec C di Manx, che però non tenne il passo con le evoluzioni del sistema operativo di Amiga e finì con l'essere abbandonato da sviluppatori e produttori.
Nel 1987 Lattice fu acquistata dal SAS Institute e lo sviluppo e il supporto del pacchetto furono sempre più ridotte sino a terminare praticamente del tutto per qualunque piattaforma che non fossero i mainframe di IBM.